# Ronde van Spanje 1984
| Eindklassement      |                          |             |
| Algemeen klassement | Eric Caritoux            | 90h 08' 03" |
| Tweede              | Alberto Fernández Blanco | + 0' 06"    |
| Derde               | Reimund Dietzen          | + 1' 33"    |
| Vierde              | Pedro Delgado            | + 1' 43"    |
| Vijfde              | Edgar Corredor           | + 3' 40"    |
| Zesde               | Julián Gorospe           | + 4' 41"    |
| Zevende             | José Patrocinio Jiménez  | + 7' 10"    |
| Achtste             | Vicente Belda            | + 7' 14"    |
| Negende             | José Recio               | + 7' 21"    |
| Tiende              | Francesco Moser          | + 8' 41"    |
| Puntenklassement    | Guido Van Calster        | 204 punten  |
| Tweede              | Noël Dejonckheere        | 168 punten  |
| Derde               | Jozef Lieckens           | 138 punten  |
| Bergklassement      | Felipe Yáñez             | 81 punten   |
| Tweede              | José Luis Laguía         | 59 punten   |
| Derde               | Eric Caritoux            | 50 punten   |

De 39e editie van de Ronde van Spanje werd gehouden in 1984 en duurde van 17 april tot 6 mei. Er stonden 130 renners aan de start, verdeeld over 10 ploegen. In totaal 97 renners bereikten de eindstreep in Madrid. Er werd gestart met een proloog in Jerez de la Frontera, gewonnen door de Italiaan Francesco Moser, die daarmee meteen de leiderstrui kreeg en deze zes dagen droeg.
Deze ronde werd verrassend gewonnen door de Fransman Eric Caritoux van de SKIL - Reydel ploeg. Favorieten vooraf waren de Spanjaarden Marino Lejarreta, Eduardo Chozas, Julián Gorospe, Vicente Belda en Juan Fernández, samen met twee andere Spanjaarden Faustino Rupérez en Pello Ruiz Cabestany en de Italianen Giuseppe Saronni en Francesco Moser.
Op het podium werd Caritoux vergezeld door twee andere verrassingen de Spanjaard Alberto Fernández Blanco en de Duitser Reimund Dietzen.
De Spaanse ploeg Teka won het ploegenklassement in 270h 24' 40".
- Aantal ritten: 19 + proloog
- Totale afstand: 3593,0 km
- Gemiddelde snelheid: 39,869 km/h

## Belgische en Nederlandse prestaties

### Belgische etappezeges
De Belgische renners waren met 10 dagzeges zeer succesvol in deze ronde.
- Noël Dejonckheere won drie etappes, de tweede in Málaga, de vierde in Valencia en de slotetappe in Madrid.
- Guido Van Calster won twee etappes, de tweede in Almería en de 13e in Oviedo.
- Jozef Lieckens won eveneens twee etappes, de derde etappe in Elche en de vijfde in Salou.
- Michel Pollentier won de zesde etappe in Sant Quirze del Vallès.
- Roger De Vlaeminck won de achtste etappe in Zaragoza.
- Daniel Rossel won de 16e etappe in Valladolid.

### Nederlandse etappezeges
Er waren geen Nederlandse etappeoverwinningen in deze ronde.

## Etappe overzicht
| Etappe    | Datum    | Van - naar                               | Km               | Etappewinnaar       | Klassementsleider |
| --------- | -------- | ---------------------------------------- | ---------------- | ------------------- | ----------------- |
| Proloog   | 17 april | Jerez de la Frontera                     | 6,6 Ind. tijdrit | Francesco Moser     | Francesco Moser   |
| 1         | 18 april | Jerez-Málaga                             | 272              | Noël Dejonckheere   | Francesco Moser   |
| 2         | 19 april | Málaga-Almería                           | 202              | Guido Van Calster   | Francesco Moser   |
| 3         | 20 april | Mojácar-Elx                              | 204              | Jozef Lieckens      | Francesco Moser   |
| 4         | 21 april | Elx-Valencia                             | 197              | Noël Dejonckheere   | Francesco Moser   |
| 5         | 22 april | Valencia-Salou                           | 245              | Jozef Lieckens      | Francesco Moser   |
| 6         | 23 april | Salou-Sant Quirze del Vallès             | 113              | Michel Pollentier   | Francesco Moser   |
| 7         | 24 april | Sant Quirze del Vallès-Rassos de Peguera | 184              | Eric Caritoux       | Pedro Delgado     |
| 8         | 25 april | Cardona-Zaragoza                         | 269              | Roger De Vlaeminck  | Pedro Delgado     |
| 9         | 26 april | Zaragoza-Soria                           | 159              | Orlando Maini       | Pedro Delgado     |
| 10        | 27 april | Soria-Burgos                             | 148              | Palmiro Masciarelli | Pedro Delgado     |
| 11        | 28 april | Burgos-Santander                         | 182              | Francesco Moser     | Pedro Delgado     |
| 12        | 29 april | Santander-Lagos de Covadonga             | 199              | Reimund Dietzen     | Eric Caritoux     |
| 13        | 30 april | Cangas de Onís-Oviedo                    | 170              | Guido Van Calster   | Eric Caritoux     |
| 14        | 1 mei    | Lugones-Monte Naranco                    | 12 Ind. tijdrit  | Julián Gorospe      | Eric Caritoux     |
| 15        | 2 mei    | Oviedo-León                              | 121              | Antonio Coll        | Eric Caritoux     |
| 16        | 3 mei    | León-Valladolid                          | 138              | Daniel Rossel       | Eric Caritoux     |
| 17        | 4 mei    | Valladolid-Segovia                       | 258              | José Recio          | Eric Caritoux     |
| 18 deel a | 5 mei    | Segovia-Torrejón de Ardoz                | 145              | Jesús Suárez Cueva  | Eric Caritoux     |
| 18 deel b | 5 mei    | Torrejón de Ardoz                        | 33 Ind. tijdrit  | Julián Gorospe      | Eric Caritoux     |
| 19        | 6 mei    | Torrejón de Ardoz-Madrid                 | 139              | Noël Dejonckheere   | Eric Caritoux     |